# Панов Василь Миколайович
Васи́ль Миколайович Панов (1 листопада 1906, Козельськ, Калузька область, Російська імперія — 18 січня 1973, Москва, РРФСР) — радянський шахіст, міжнародний майстер (1950), шаховий літератор. Чемпіон Москви (1929).
Численні книги Панова присвячені теорії дебютів, творчості М. І. Чигоріна і О. О. Алехіна, він є автором підручників для початківців. Займався шаховою журналістикою — вів відділення в газетах «Известия» и «Пионерская правда». Вніс вклад в теорію захисту (Атака Панова), захисту Беноні та інших дебютів.

## Основні спортивні результати
| Рік     | Турнір                      | Результат | Місце |
| ------- | --------------------------- | --------- | ----- |
| 1928    | Чемпіонат Москви            | 10½ из 17 | 5-6   |
| 1929    | Чемпіонат Москви            | 11½ из 14 | 1     |
| 1930    | Чемпіонат Москви            | 11 из 17  | 3-4   |
| 1934    | Чемпіонат Москви            | 11½ из 19 | 6     |
| 1934-35 | 9-й чемпіонат СРСР          | 9 из 19   | 13-14 |
| 1935    | Чемпіонат Москви            | 13 из 17  | 2     |
| 1937    | 10-й чемпіонат СРСР         | 8 из 19   | 15    |
|         | Міжнародній турнір (Москва) | 4 из 7    | 3     |
| 1938    | Чемпіонат Москви            | 10½ из 17 | 4-7   |
| 1939    | 11-й чемпіонат СРСР         | 8 из 17   | 11-12 |
|         | Чемпіонат ЦС ДСО «Медик»    | 13½ из 15 | 1     |
| 1939-40 | Чемпіонат Москви            | 9 из 13   | 2-3   |
| 1940    | 12-й чемпіонат СРСР         | 8 из 19   | 13-16 |
| 1941    | Чемпіонат Москви            | 8½ из 14  | 3     |
| 1941-42 | Чемпіонат Москви            | 9 из 14   | 3     |
| 1942    | Чемпіонат Москви            | 9½ из 15  | 5     |
| 1946    | Чемпіонат Москви            | 8½ из 15  | 3-6   |
| 1947    | Чемпіонат Москви            | 8½ из 14  | 4     |
|         | Чемпіонат ЦС ДСО «Динамо»   | 11 из 13  | 1     |
| 1948    | 16-й чемпіонат СРСР         | 7½ из 18  | 16-17 |

## Книги
- Атака. Москва ; Ленинград: Физкультура и туризм, 1931. 72 с.(рос.)
- Шахматы для начинающих: Руководство по теории и истории шахматной игры и по организации шахматной работы в деревне. Москва: Физкультура и спорт, 1951. 128 с. (4-е изд. 1960)(рос.)
- Шахматы и шашки в колхозе. Москва: Физкультура и спорт, 1952. 48 с.(рос.)
- Атака в шахматной партии и практика шахматного спорта. Москва: Физкультура и спорт, 1953. 140 с.(рос.)
- 300 избранных партий Алехіна с его собственными примечаниями / Авт.-сост. В. Н. Панов. Москва: Физкультура и спорт, 1954. 640 с.(рос.)
- Курс дебютов: С вводной статьей «Краткая история шахматной культуры» и 75 избранными партиями. Москва: Физкультура и спорт, 1957. 368 с. (Книга неоднократно переиздавалась, дополняясь новыми исследованиями. С 4-го изд. соавтор Я. Б. Естрин, в 7-м изд. (1993. Т. 1) соавторы Я. Б. Эстрин и М. М. Калініченко)(рос.)
- Международный турнир памяти Алехина: Москва, 1956 / Авт.-сост. В. Н. Панов. Москва: Физкультура и спорт, 1958. 223 с.(рос.)
- Капабланка: (Биография и 64 избранные партии). Москва: Физкультура и спорт, 1959. 232 с. (2-е изд. 1960; 3-е изд., доп. и перераб. 1970)(рос.)
- Чигорін, его друзья, соперники и враги. Москва: Физкультура и спорт, 1963. 156 с. (Замечательные спортсмены нашей Родины).(рос.)
- Шахматы — интересная игра. Москва: Молодая гвардия, 1963. 141 с.(рос.)
- Первая книга шахматиста. Москва: Физкультура и спорт, 1964. 304 с.(рос.)
- Сорок лет за шахматной доской: (Воспоминания и 50 избранных партий). Москва: Физкультура и спорт, 1966. 175 с.(рос.)
- Король против короля. Москва: Молодая гвардия, 1967. 159 с.(рос.)
- Рыцарь бедный: Документальное повествование о великом русском шахматисте М. И. Чигорине. Москва: Советская Россия, 1968. 335 с.(рос.)
- Основы дебюта. Москва: Физкультура и спорт, 1971. 64 с. (Библиотечка шахматиста).(рос.)